# Матрица продукт-пазар
Матрицата Продукт-пазар (или Матрица на Ансофф) е разработена от считания за основател на стратегическото управление като наука – Игор Ансофф. Тази матрица разглежда вариантите за стратегическо развитие на продуктите. При анализ се разглеждат потенциални продукти, които могат да се развиват във всеки от квадрантите.
|                     | Съществуващи продукти | Нови продукти         |
| Съществуващи пазари | Проникване в пазар    | Разработка на продукт |
| Нови пазари         | Разработка на пазар   | Диверсификация        |